# Raised by Swans
Raised by Swans — соло проект музыканта Эрика Хоудена (англ. Eric Howden) из Лондона, провинция Онтарио (Канада). Певец, автор песен и мульти-инструменталист Хоуден выбрал псевдоним "Raised by Swans" в 1997 году после ухода из группы «The Gandharvas». До 2013 года Эрик часто ошибочно представлял себя в биографической информации и интервью как группу, а не как сольный проект, поскольку ему было удобнее прятаться в вымышленном коллективе. В конце концов он поделился правдой в интервью, проведенном между выпуском No Ghostless Place и Öxnadalur.
Все студийные альбомы были записаны на студии его друга Энди Магоффина«Дом Миражей» (англ. House of Miracles).

## Дискография

#### Студийные альбомы
- «Codes and Secret Longing» (2005)
- «No Ghostless Place» (2010)
- "Öxnadalur" (2014)
- "Raised by swans is the name of a man, volume 1" (2021)

#### Синглы
- «Sightings», 1101, (2013)
- «trains we both missed / pale blue black holes», (2016)[3]

## Разное
- «Raised by Swans» были показаны в фильме Дугласа Коупленда (англ. Douglas Coupland) «Всё вокруг позеленело» (англ. Everything's Gone Green)[4].
- Армяно-канадский режиссёр Атом Эгоян, являясь фанатом группы[5], использовал их песни в двух своих фильмах — «Обожание» (2008) и «Хлоя» (2009).